# مارسيل ويلك
مارسيل ويلك (بالألمانية: Marcel Wilke) هو لاعب كرة قدم ألماني، ولد في 26 يونيو 1989 في بلاوين في ألمانيا. لعب مع كيكرز أوفنباخ وكيمنتزر.

## وصلات خارجية
- مارسيل ويلك على موقع قاعدة بيانات كرة القدم.إي يو (الإنجليزية)
- مارسيل ويلك على موقع بيانات كرة القدم. دي إي (الألمانية)
- مارسيل ويلك على موقع عالم كرة القدم.نت (الإنجليزية)